# Ignaciano
L’ignaciano est une langue arawak parlée en Amazonie, en Bolivie, dans le département de Beni. La langue n'est parlée que par 4 500 locuteurs environ sur une population ethnique de 20 805 personnes. Ce dernier chiffre, cependant, inclut les Trinitarios. La langue est menacée.

## Phonologie

### Voyelles
|         | Antérieure | Centrale | Postérieure |
| ------- | ---------- | -------- | ----------- |
| Fermée  | i [i]      |          | u [u]       |
| Moyenne | ɛ [ɛ]      |          |             |
| Ouverte |            | a [a]    |             |

### Consonnes
|               |               | Bilabiale | Alvéolaire | Palatale | Vélaire | Glottale |
| ------------- | ------------- | --------- | ---------- | -------- | ------- | -------- |
| Occlusives    | Occlusives    | p [p]     | t [t]      |          | k [k]   | ʔ [ʔ]    |
| Fricatives    | Fricatives    | β [β]     | s [s]      | ʃ [ʃ]    |         | h [h]    |
| Affriquées    | Affriquées    |           | ts [t͡s]    | tʃ [t͡ʃ]  |         |          |
| Nasales       | Nasales       | m [m]     | n [n]      | ɲ [ɲ]    |         |          |
| Liquides      | Liquides      |           | r [r]      |          |         |          |
| Semi-voyelles | Semi-voyelles | w [w]     |            | j [j]    |         |          |